# Si l'empereur savait ça
Pour plus de détails, voir Fiche technique et Distribution.
Si l'empereur savait ça est un film franco-américain de Jacques Feyder sorti en 1930.

## Résumé
Une princesse déchue de l'ancien Empire austro-hongrois refuse son mariage arrangé et tombe amoureuse d'un jeune capitaine de cavalerie.

## Fiche technique
- Titre français : Si l'empereur savait ça
- Titre américain : If the Emperor Only Knew That
- Réalisation : Jacques Feyder
- Scénario : Willard Mack d'après la pièce Olympia de Ferenc Molnár
- Dialogues : Yves Mirande
- Directeur artistique : Cedric Gibbons
- Photographie : William H. Daniels
- Montage : Gunther von Fritsch
- Musique : Lionel Barrymore
- Société de production : Metro-Goldwyn-Mayer
- Format : Noir et blanc - Son mono (Western Electric Sound System) - 1,20:1 - 35 mm
- Genre : Drame - Romance
- Durée : 86 minutes
- Date de sortie : 
  - France : 31 octobre 1930

## Distribution
- André Luguet : le capitaine Kovacs
- Françoise Rosay : la princesse Plata d'Ettingen
- André Berley : le colonel Krehl
- Marcel André : Albert